# Baciloscopia

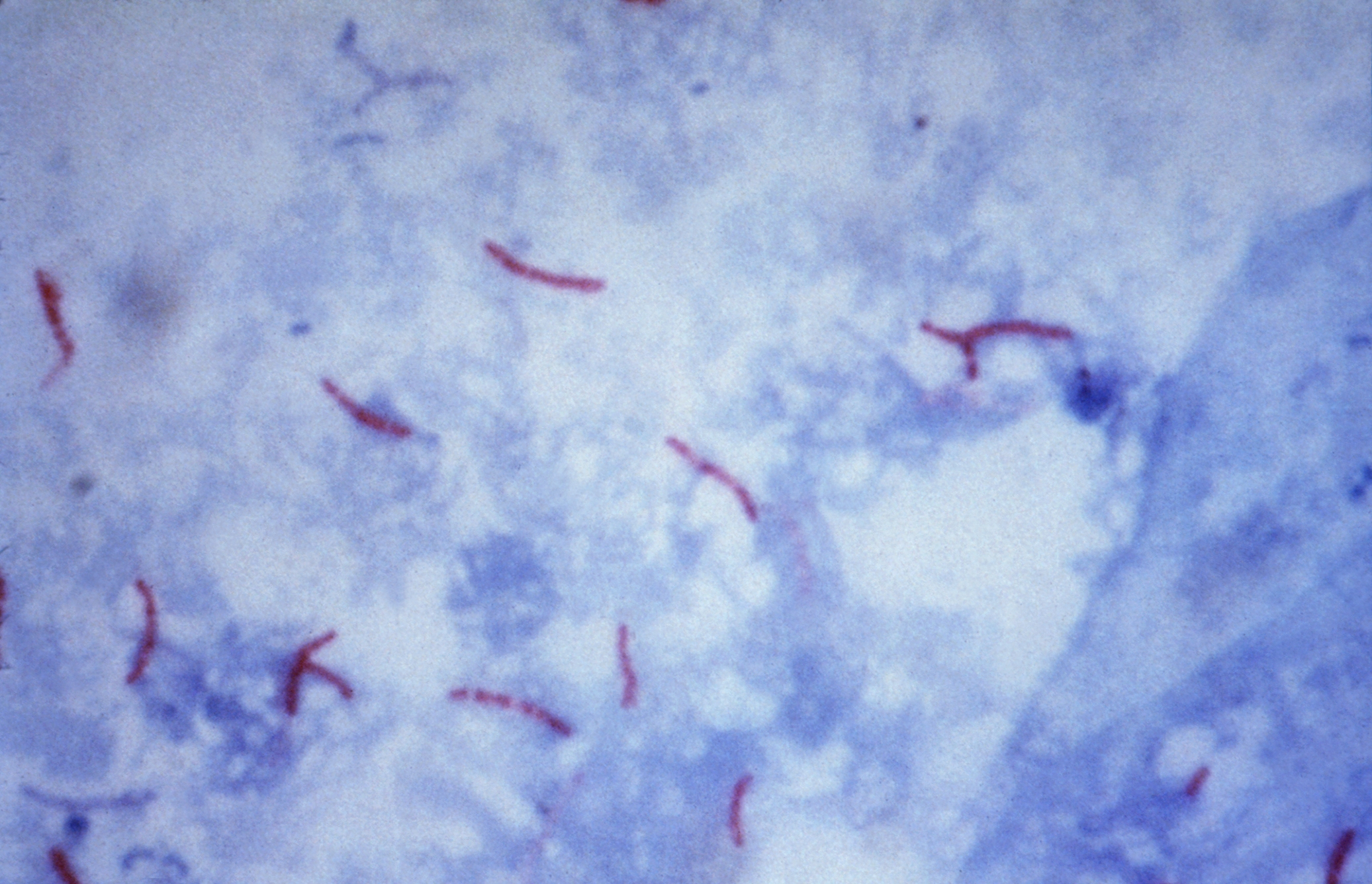
Visualización de Mycobacterium tuberculosis mediante una baciloscopia, usando la tinción de Ziehl-Neelsen.

La baciloscopia es una prueba que se utiliza en medicina para detectar la presencia de bacilos en una muestra determinada. Se aplica principalmente para la búsqueda del bacilo de Koch (Mycobacterium tuberculosis), agente de la tuberculosis, en una muestra de esputo, en este caso el procedimiento se llama baciloscopia de esputo.

## Técnica
La técnica de la baciloscopia se basa en la observación directa de la muestra mediante la utilización del microscopio óptico. Previamente se debe realizar una tinción que permite visualizar con claridad los bacilos, generalmente se realiza la tinción de Ziehl-Neelsen.

## Importancia
La baciloscopia es uno de los principales procedimientos médicos que se utilizan para llegar al diagnóstico de tuberculosis. Cuando se sospecha tuberculosis pulmonar, se realiza baciloscopia de esputo. En caso de sospecha de tuberculosis en otros órganos, la muestra a analizar sería diferente, orina, líquido cefalorraquídeo, pus proveniente de un absceso o líquido pleural.

## Limitaciones
La principal limitación de la baciloscopia en que no siempre se observan los bacilos, aunque exista enfermedad, por ello en caso de baciloscopia de esputo se recogen 3 muestras diferentes, a pesar de lo cual existen falsos negativos. Para mayor seguridad se puede realizar un cultivo en medio de Löwenstein-Jensen.